# Pelusios adansonii
La  tortuga de barro de Adanson (Pelusios adansonii) es una especie de tortuga de la familia Pelomedusidae. Es endémica de África central.

## Distribución
Se encuentra en Benín, Camerún, la República Centroafricana, Chad, Etiopía, Malí, Mauritania, Níger, Nigeria, Senegal, Sudán del Sur y Sudán.

## Características
Es una tortuga de tamaño medio que vive en agua dulce. El caparazón de la tortuga puede crecer hasta 238 mm y es afilado y rígido. El caparazón tiene manchas marrones y la parte ventral de la concha es amarilla.

## Reserva
Se ha creado un refugio para Pelusios adansonii en el lado noroeste del Lago Guiers en Senegal del norte, y abarca aproximadamente 750 acres. Es el primer refugio que está dedicado a la conservación de esta especie y su reproducción. Fue creado con la ayuda de la Alianza por la Supervivencia de la Tortuga (TSA África) y el Ministerio de Entorno y Protección de la Naturaleza de Senegal.